# Atanasoff-Berry Computer

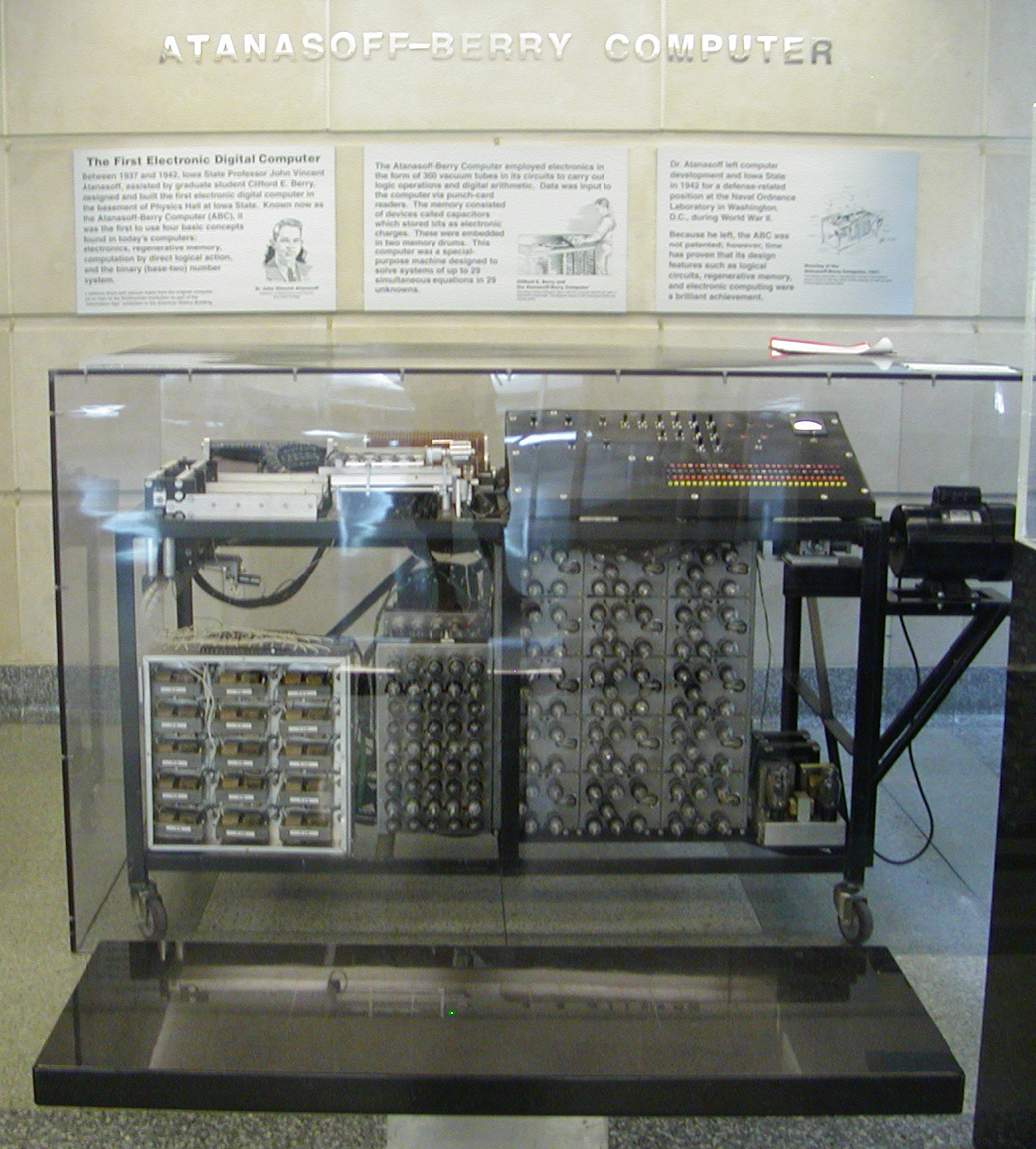
Atanasoff-Berry Computer

Atanasoff-Berry Computer, ABC – maszyna do rozwiązywania układów równań algebraicznych liniowych. Z powodu wykorzystania lamp elektronowych uważana jest za pierwszy działający prototyp specjalizowanego elektronicznego komputera cyfrowego. Została skonstruowana w 1942 roku.
Maszyna – wielkości sporego biurka – pracowała wolno i wymagała nadzoru człowieka-operatora, była około 1000 razy szybsza od stosowanych wówczas urządzeń mechanicznych. Zawierała 270 lamp elektronowych, z czego ok. 210 działało na rzecz jednostki centralnej, 30 służyło obsłudze czytnika danych i perforatora kart, a pozostałe odgrywały rolę pomocniczą.
W roku 1948 została zdemontowana bez wiedzy Atanasoffa przez pracowników Iowa State University, zachowało się tylko kilka oryginalnych elementów.
W październiku 1973 roku komputer ABC stał się powodem unieważnienia patentu na komputer ENIAC. Po wieloletnim procesie sądowym wytoczonym przez Atanasoffa twórcom ENIAC-a, sędzia federalny Earl R. Larson podjął decyzję unieważniającą patent ENIAC-a i przyznał Atanasoffowi miano wynalazcy elektronicznego komputera cyfrowego (ang. electronic digital computer).